# Chaumuhan
Chaumuhan é uma cidade e uma nagar panchayat no distrito de Mathura, no estado indiano de Uttar Pradesh.

## Demografia
Segundo o censo de 2001, Chaumuhan tinha uma população de 9881 habitantes. Os indivíduos do sexo masculino constituem 54% da população e os do sexo feminino 46%. Chaumuhan tem uma taxa de literacia de 47%, inferior à média nacional de 59.5%; a literacia no sexo masculino é de 59% e no sexo feminino é de 32%. 20% da população está abaixo dos 6 anos de idade.